# Lutris
Lutris és un gestor de jocs FOSS, escrit en Python sota la Llicència Pública General de GNU, orientat a facilitar l'execució de videojocs de Windows, als sistemes operatius basats en GNU/Linux, mitjançant Wine. També permet l'execució de jocs d'Amiga, Atari o de consoles com Nintendo, Sega o la PlayStation de Sony, entre altres possibilitats. Desenvolupat i mantingut per Mathieu Comandon i la comunitat, ofereix la instal·lació amb un clic de centenars de jocs al seu lloc web i ofereix integració per al programari adquirit d'EA App, Epic Games, GOG, Humble Bundle o Steam. Distribucions que faciliten o porten preinstal·lat Lutris són: Garuda Linux, Nobara Linux o Pop!_Os.